# Llista de peixos del riu Kama

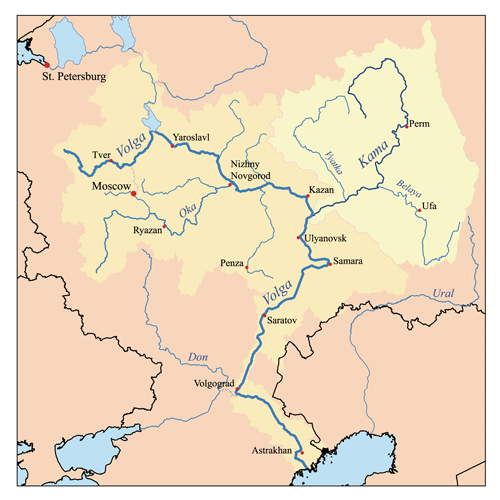
Conca del riu Volga amb el riu Kama ressaltat

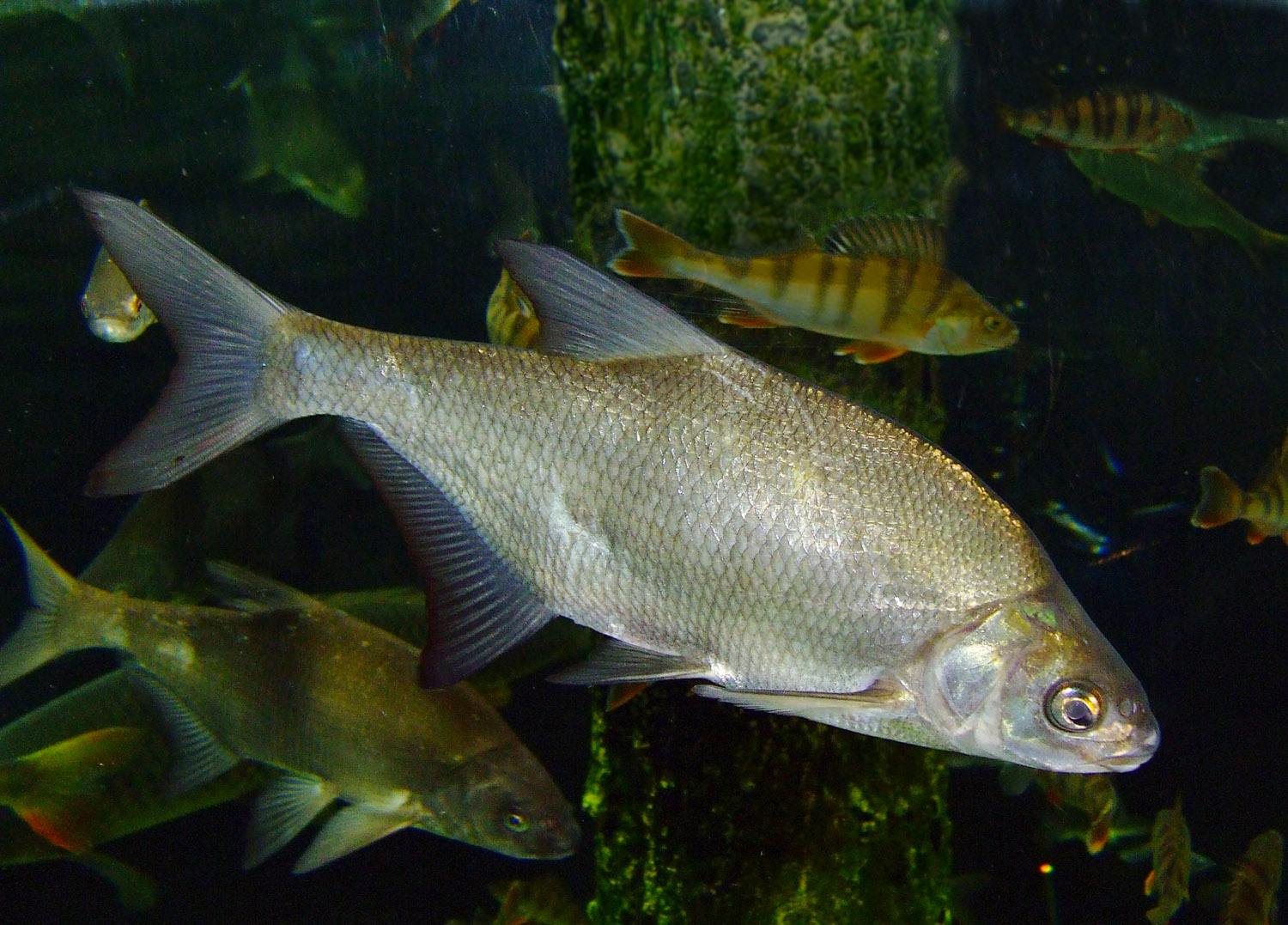
Brema (Abramis brama)

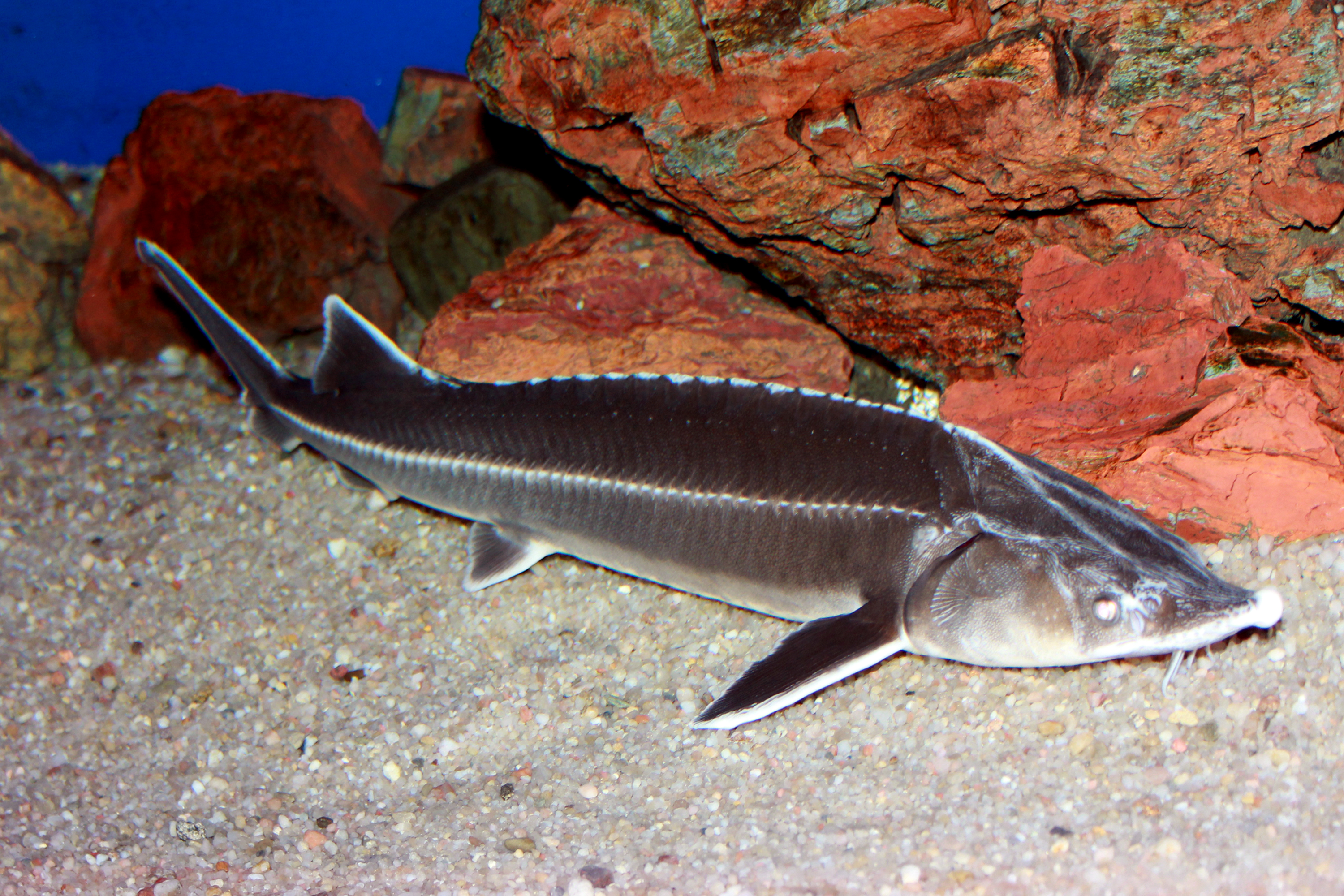
Esterlet (Acipenser ruthenus)

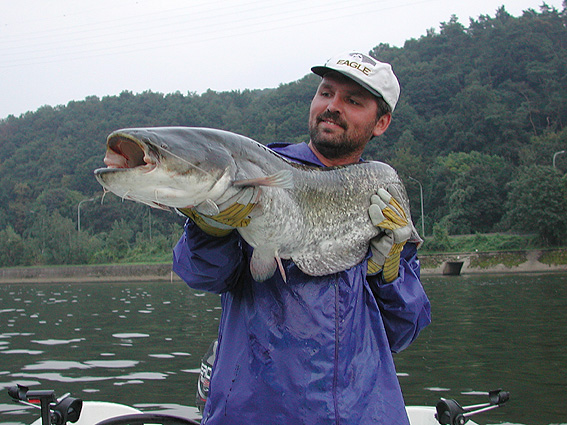
Silur (Silurus glanis)

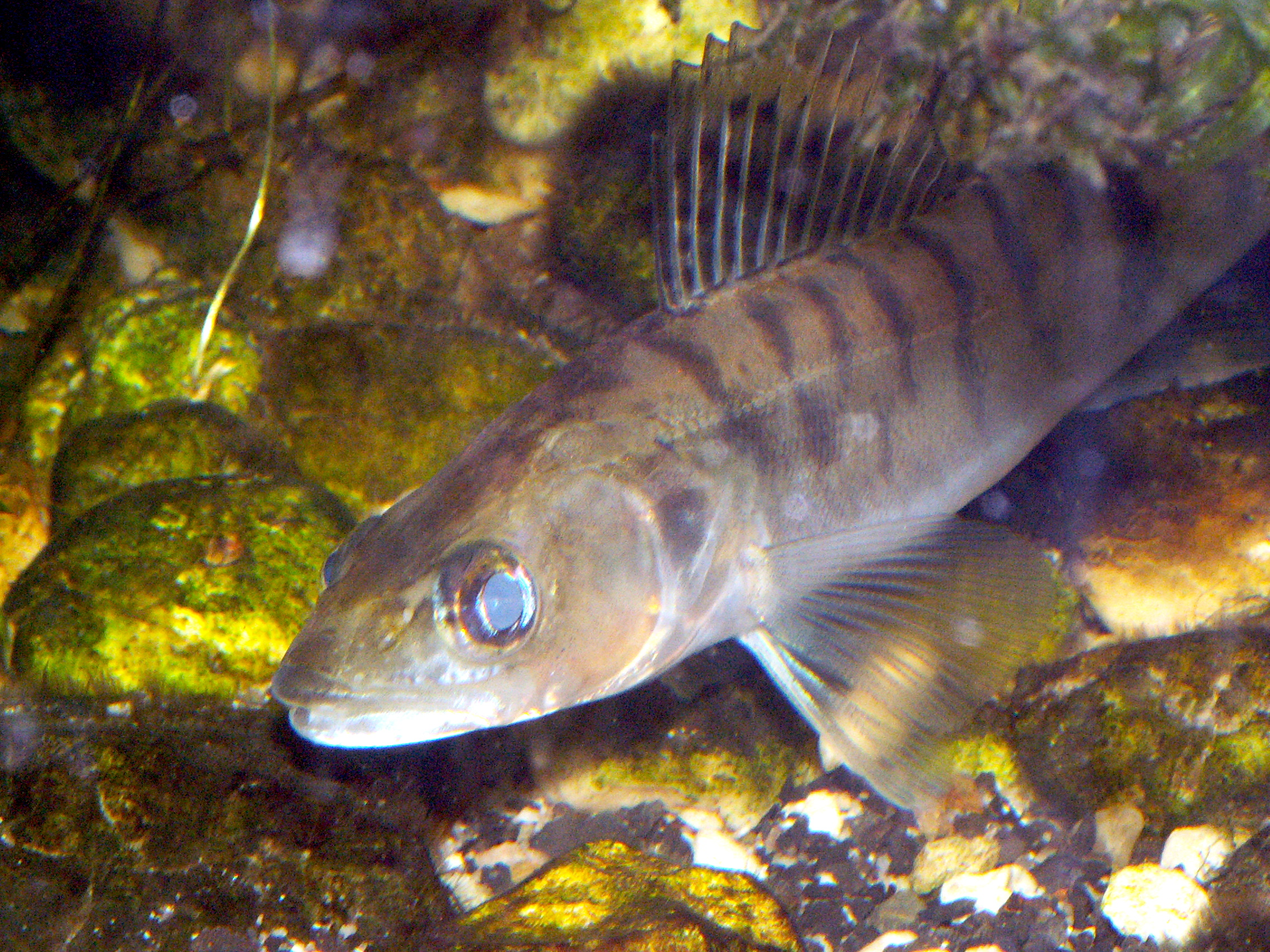
Lucioperca (Sander lucioperca)

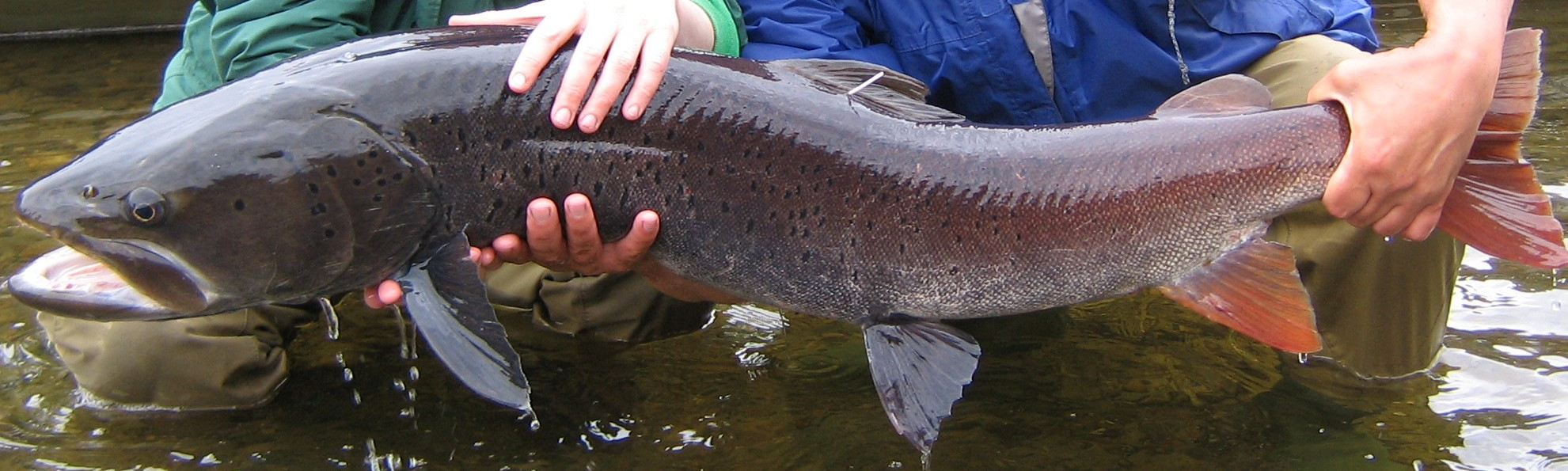
Salmó siberià (Hucho taimen)

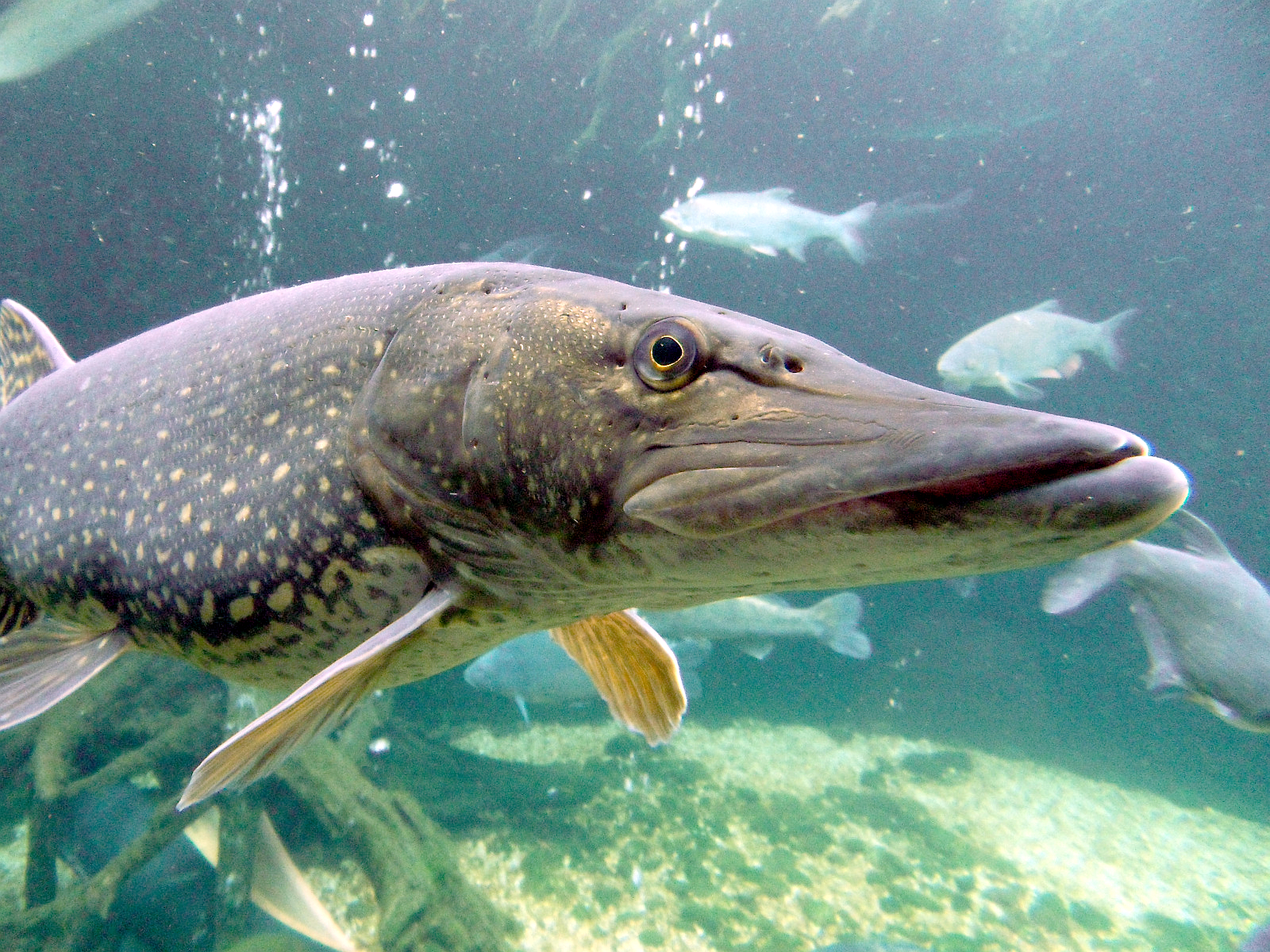
Lluç de riu (Esox lucius)

Aquesta llista de peixos del riu Kama inclou 34 espècies de peixos que es poden trobar actualment al riu Kama ordenades per l'ordre alfabètic de llur nom científic.

## A
- Abramis brama
- Acipenser ruthenus
- Alburnoides bipunctatus
- Alburnoides rossicus
- Alburnus alburnus
- Alosa kessleri

## B
- Barbatula barbatula
- Blicca bjoerkna

## C
- Carassius carassius
- Chondrostoma nasus
- Chondrostoma variabile
- Clupeonella tscharchalensis
- Cobitis taenia

## E
- Esox lucius

## G
- Gobio gobio
- Gymnocephalus cernua

## H
- Hucho taimen

## L
- Lampetra planeri
- Leucaspius delineatus
- Leuciscus aspius
- Leuciscus idus
- Leuciscus leuciscus
- Lota lota[1]

## M
- Misgurnus fossilis

## P
- Perca fluviatilis
- Phoxinus phoxinus

## R
- Rhynchocypris percnurus
- Rutilus rutilus

## S
- Salmo trutta
- Sander lucioperca
- Scardinius erythrophthalmus
- Silurus glanis
- Squalius cephalus

## T
- Tinca tinca[2]